# Eduard Maur
Eduard Maur (* 1. dubna 1937 Plzeň) je český historik, odborník na hospodářské a sociální dějiny raného novověku a historickou demografii.

## Život
Vystudoval dějepis a češtinu na Filozofické fakultě Univerzity Karlovy v Praze a zůstal zde jako vědecký pracovník Ústavu československých, resp. českých dějin, kde působí doposud. V letech 1993–2000 jej vedl, dnes je jeho emeritním členem. Současně přednáší v Ústavu historických věd Filozofické fakulty Univerzity Pardubice. V 90. letech působil jako hostující profesor na několika francouzských univerzitách (Lille, Paříž, Montpellier), účastnil se též mezinárodních vědeckých projektů ve spolupráci s historiky Rakouska a Německa. Kromě výše uvedených témat se věnuje problematice historického vědomí a regionálním dějinám jihozápadních Čech. Je členem několika redakčních rad a vedoucím redaktorem ročenky Historická demografie. V roce 2008 obdržel Cenu Učené společnosti ČR.

## Výběr z díla
- K hospodářským a sociálním dějinám Čech v 16.–18. století. Praha : Universita Karlova, 1967. (s K. Novotným)
- Český komorní velkostatek v 17. století. Příspěvek k otázce „druhého nevolnictví“ v českých zemích. Praha : Univerzita Karlova, 1976.
- Chodové. Historie a historická tradice. Praha : Univerzita Karlova, 1984.
- Zemědělská výroba na pobělohorském komorním velkostatku v Čechách. Praha : ÚVTIZ, 1990. (ve svazku s dalším titulem)
- Tomáš Müntzer. Praha : Univerzita Karlova, 1993.
- Ženy a milenky českých králů. Praha : Akropolis, 1994. (s J. Čechurou a M. Hlavačkou)
- Zrod velkoměsta. Urbanizace českých zemí a Evropa. Praha/Litomyšl : Paseka, 2002. (s P. Horskou a J. Musilem)
- Marie Terezie. 12.5.1743 – korunovace na usmířenou. Praha : Havran, 2003.
- Paměť hor. Šumava, Říp, Blaník, Hostýn, Radhošť. Praha : Havran, 2006.
- Historik bez hranic. Z díla profesora Eduarda Maura. Pardubice : Univerzita Pardubice, 2017. (ed. Š. Nekvapil–Jirásková)